# Клеопатра алхемичарка
Клеопатра алхемичарка (грч . Κλεοπατρα; око 3. века н.е.) је била грчка алхемичарка, писац и филозоф. Експериментисала је са практичном алхемијом и наводно је била  једна од четири жене алхемичарке које су могле да произведу камен мудрости. Неки писци је сматрају проналазачем алембика, апарата за дестилацију.
Чини се да је Клеопатра алхемичар била активна у Александрији у 3. или 4. веку нове ере. Повезана је са школом алхемије коју су представљали Марија Јеврејка и Комарије. Ови алхемичари су користили сложене апарате за дестилацију и сублимацију.

## Идентитет и погрешни називи
Клеопатра је псеудоним за непознатог аутора или групу аутора. Она није иста особа као Клеопатра VII. Ипак, у неким каснијим делима се помиње као Клеопатра, краљица Египта. Један пример тога може се наћи у Basilica Philosophica Јохана Даниела Милијуса (1618), где је њен печат приказан уз мото: „Божанско је скривено од људи по мудрости Господњој“. Такође је повезана са Клеопатром лекаром. Њих две су наводно живеле у исто време и за њих се каже да имају сличне стилове у свом писању, обе имају величанствене слике.

## Доприноси алхемији
Клеопатра је била темељна фигура у алхемији, савремена или чак пре датирања Зосима из Панополиса. Мајкл Мајер, аутор књиге Atalanta Fugiens (1618), наводи је као једну од четири жене које су знале да направе камен мудрости. Клеопатра се са великим поштовањем помиње у арапској енциклопедији Kitāb al-Fihrist из 988. године. Понекад јој се приписује проналазак алембика. Такође покушавајући да квантификује алхемију и њене експерименте, Клеопатра је радила са теговима и мерама.
Преживела су три алхемијска текста везана за Клеопатру. Текст под насловом Дијалог Клеопатре и филозофа постоји, али јој се не може приписати. Џек Линдзи назива овај дискурс „најмаштовитијим и најдубље осећајним документом који је оставио алхемичар”.
- Εκ των Κλεοπατρας περι μετρων και σταθμων. („О теговима и мерама“)
- Χρυσοποιια Κλεοπατρας („Клеопатрино стварање злата“)
- Διαλογος φιλοσοφων και Κλεοπατρας („Дијалог филозофа и Клеопатре“)

Клеопатрина употреба слика одражава зачеће и рођење, обнављање и трансформацију живота. 

### Клеопатрина Хризопеја
Клеопатра је најпознатија по Хризопеји Клеопатре (грч. Χρυσοποιία Κλεοπάτρας), документу на једном листу који садржи само симболе, цртеже и натписе (на слици испод). Први пут се налази на једном листу у рукопису од десетог до једанаестог века у Библиотеца Марчијана, у Венецији. Каснији примерак се може наћи на Универзитету у Лајдену, који се налази у Холандији. Хризопеја у преводу је „прављење злата“.

Једна слика је цртеж змије која једе сопствени реп као симбол вечног повратка, названа Уробор: „змија која се савија са репом у устима (једе саму себе) је очигледан амблем јединства космоса, вечност, где је почетак крај, а крај почетак“. Такође на Хризопеји је натпис у двоструком прстену који описује Уробор:
Једна је Змија која има свој отров према два састава, и Једна је Све и кроз њу је Све, и по њој је Све, а ако немате Све, Све је Ништа.
Унутар прстена с натписом налазе се и симболи за злато, сребро и живу. Уз то су и цртежи „дибикоса“ (грч. διβικός) и инструмент сличан керотакису (грч. κηροτακίς или κυροτακις), оба алхемијска апарата. Још један од њених симбола је звезда са осам трака. Верује се да су цртежи ових симбола звезда и облика полумесеца изнад њих сликовит приказ претварања олова у сребро.